# Rudolf Küster
Rudolf Küster (ur. 7 kwietnia 1955 w Eilenburg; zm. 6 listopada 2012 w Kassel) – niemiecki trójboista siłowy i strongman.
Drugi najlepszy (po Heinzu Olleschu) niemiecki strongman w historii tego sportu. Wicemistrz Europy Strongman 1984.

## Życiorys
Rudolf Küster wziął udział dwukrotnie w indywidualnych Mistrzostwach Świata Strongman, w latach 1984 i 1989. Najwyższa lokata jaką zajął w tych zawodach, to czwarte miejsce na Mistrzostwach Świata Strongman 1984. Tym samym, ex aequo z Heinzem Olleschem, jest tym niemieckim siłaczem, który zdobył najwyższą lokatę dla Niemiec w całej historii tych zawodów. 

## Osiągnięcia strongman
- 1984
  - 2. miejsce - Mistrzostwa Europy Strongman 1984
  - 4. miejsce - Mistrzostwa Świata Strongman 1984
- 1988
  - 7. miejsce - Mistrzostwa Europy Strongman 1988
- 1989
  - 7. miejsce - Mistrzostwa Świata Strongman 1989
- 1990
  - 9. miejsce - Mistrzostwa Europy Strongman 1990